# Roland TR-808

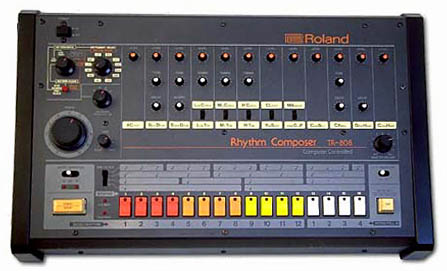
Roland TR-808

La Roland TR-808 Rhythm Composer fue una de las primeras caja de ritmos programables (“TR” era la abreviatura de Transistor Rhythm).
Presentada por Roland Corporation en 1980, fue concebida originalmente para la creación de demos por músicos de estudio. Como cajas de ritmos de Roland anteriores, su sonido no se asemejaba al de una batería real. Debido a que la TR-808 apareció unos meses después de la Linn LM-1 (la primera caja de ritmos en usar samples digitales), los profesionales generalmente la consideraban inferior en cuanto a la calidad de los sonidos. Sin embargo, el precio de la TR-808 en el momento de su lanzamiento (1000 USD) era considerablemente más asequible que los 5000 USD de la LM-1.

## Características
La TR-808 fue un paso adelante con respecto a la anterior caja de ritmos de Roland, la CR-78. Disponía de más sonidos (12 en total) y mejores controles para permitir controlar los sonidos en tiempo real: perillas giratorias de volumen para cada sonido y controles de ajuste del tono y decay para los sonidos más importantes. La memoria para almacenar patrones había aumentado considerablemente: se podían guardar 32 patrones distintos, y además se podían encadenar para generar canciones, 12 de las cuales también se podían almacenar en la memoria. La memoria era no-volátil (se mantenía con la ayuda de 3 pilas AA). La interfaz de programación se había mejorado enormemente: una fila de 16 botones permitía al usuario emplear un modo de programación por pasos (step programming, como el que también se puede ver aplicado en softwares de composición musical como Fruity Loops) muy intuitivo —el patrón se dividía en 16 pasos, y los botones y ledes indicaban si un determinado sonido se estaba reproduciendo en cada paso. La unidad también incluía la por entonces novedosa interfaz de reloj DIN-Sync para la sincronización con otros aparatos, además de 3 salidas de disparo (trigger outputs) para controlar otros dispositivos. La TR-808 apareció antes de la invención de la interfaz MIDI.
- Datos: Q1414221
- Multimedia: Roland TR-808 / Q1414221